# Krauchthal
Krauchthal – gmina (niem. Einwohnergemeinde) w Szwajcarii, w kantonie Berno, w regionie administracyjnym Emmental-Oberaargau, w okręgu Emmental.

## Demografia
W Krauchthal mieszkają 2 384 osoby. W 2020 roku 6% populacji gminy stanowiły osoby urodzone poza Szwajcarią.

## Współpraca
Miejscowość partnerska:
- Kamenný Újezd, Czechy